# VH (album)
VH è il primo album del rapper italiano Vacca, pubblicato nel 2004 dalla Produzioni Oblio.

## Descrizione
VH è caratterizzato da un mix tra realtà underground e note commerciali, nelle sue ventuno tracce che sono il vero esordio a livello di LP del rapper di Quarto Oggiaro. Partendo da una base hip hop, Vacca snoda la sua originalità facendosi influenzare da reggae e dancehall.
Diverse sono le collaborazioni al microfono, presenti nell'album: oltre a Jake La Furia, ci sono Asher Kuno (Ichnusa Love), Ska e Maxi B (In Tv), Jack the Smoker (Disgustibus), EnMiCasa e Soul Reever (Non Mollo), Numeri 2 (U Uh U Uh). Le produzioni invece sono affidate al già detto Soul Reever, oltre che a Mace, Lesion-Head e Mastermaind.
Dall'album sono stati estratti 3 singoli, ovvero Mr. Cartoon, Lady SexXxy e Dei et uorc (Vacca ragazzo), quest ultimo anche accompagnato da un videoclip.

## Tracce
1. Intro (Soul Reever per GdMClan)
2. Faccio muovere i culi (Soul Reever per GdMClan, DJ BigGeorge per Vinilovers)
3. Non mollo feat. Soul Reever (Soul Reever per GdMClan)
4. Romana (Casabrasa skit)
5. Jammaria (Soul Reever per GdMClan)
6. In TV feat. Maxi B e Ska (Il Combo) (Soul Reever per GdMClan)
7. Lady SexXxy feat. Mastermaind (Mastermaind per GdMClan)
8. U uh u uh feat. Numeri2 (Mastermaind per GdMClan)
9. VH (Soul Reever per GdMClan)
10. Dei et uorc (Vacca ragazzo) (Soul Reever per GdMClan)
11. Ichnusa love feat. Asher Kuno (Soul Reever per GdMClan)
12. Randagi (Lesion-Head per Voodoo Smokers Familia)
13. Mr. Cartoon (Mace per Heavy Weights Productions)
14. V.I.P.I.M.P. feat. Jake La Furia (Club Dogo) (Mace per Heavy Weights Productions)
15. L'artista (Lesion-Head per Voodoo Smokers Familia)
16. Faccia a faccia feat. EnMiCasa (Lesion-Head per Voodoo Smokers Familia)
17. Lo show (Soul Reever per GdMClan)
18. Dome (Casabrasa skit)
19. Disgustibus feat. Jack the Smoker (La Creme) (Mace per Heavy Weights Productions)
20. Crazyman (Casabrasa skit)
21. Giorno per giorno (Soul Reever per GdMClan)
22. Pupazzi (Bonus track)